# マッチスティック・プロダクションズ
マッチスティック・プロダクションズ（Matchstick_Productions、MSP Films）は、コロラド州クレステッドビュートに拠点を置く、コンテンツ制作と専門的な撮影に特化した映画制作会社である。
スティーブ・ウィンターとマレー・ワイズにより1992年に会社が創設された。MSPのウェブサイトによると、「マッチスティックは、視覚的に美しいだけでなく、アクションスポーツの最先端を行く娯楽映画を作ることを目指している。」と述べている。
MSPは1992年から毎年、長編スキー映画を発表しているが、そのいくつかは高い評価を得ている。2000年に発表した、当時世界最高のスキーヤーが多数出演する画期的な作品『スキー・ムービー』は、パウダー誌とフリーズ誌の両誌で「ムービー・オブ・ザ・イヤー」を受賞した。MSPは、史上最多の受賞歴を誇るスキー映画会社で、パウダー・ビデオ・アワードでは「ムービー・オブ・ザ・イヤー」賞を8回、「ベスト・ドキュメンタリー」賞、また優れたカメラワークでエミー賞に3回ノミネートされ、2013年のトライベッカ映画祭では「ビューワーズ・チョイス」部門で準優勝している。

## 映画製作
- ソール・セッション（Soul Sessions）- 1993
- ザ・ヘドニスト（The Hedonist）- 1994
- ザ・トライブ（The Tribe）- 1995
- ザ・フェティッシュ（The Fetish）- 1996
- ピューラ・ヴィダ（Pura Vida）- 1997
- スィック・センス（Sick Sense）- 1998
- グローバル・ストーミング（Global Storming）- 1999
- スキー・ムービー（Ski Movie）- 2000
- スキー・ムービー２（Ski Movie 2）: ハイ・ソサイアティ - 2001
- スキー・ムービー III（Ski Movie III）: ザ・フロントライン（The Front Line）- 2002
- イマージョン（Immersion）- 2002
- セス・モリソン・クロニクル（Seth Morrison Chronicles）- 2003
- フォーカスド（Focused）- 2003
- イヤーブック（Yearbook）- 2004
- ザ・ヒット・リスト（The Hit List）- 2005
- プッシュ／プル（Push/Pull）- 2006
- セブン・サニー・デイズ（Seven Sunny Days）: Short Stories From A Long Winter - 2007
- クレイム（Claim）- 2008
- イン・ディープ（In Deep）- 2009
- ザ・ウェイ・アイ・スィー（The Way I See It）- 2010
- アタック・オブ・ラ・ニーニャ（Attack of La Nina）- 2011
- スーパーヒーローズ・オブ・ストーク（Superheroes of Stoke）- 2012
- マコンキー（McConkey）- 2013
- デイ・オブ・マイ・ユース（Days of My Youth）- 2014
- フェード・トゥ・ウィンター（Fade to Winter）- 2015
- ルーイン・アンド・ローズ（Ruin and Rose）- 2016
- ドロップ・エブリスィング（Drop Everything）- 2017
- オール・イン（All In）- 2018
- ホージ（Hoji）- 2018
- リターン・トゥ・センダー（Return to Send'er）- 2019
- ハックイェー！（HUCK YEAH!）- 2020
- ア・バイカーズ・バラード（A Biker's Ballad）- 2021

## マコンキー
シェーン・マコンキーは1995年、マッチスティック社の映画「ザ・トライブ」の撮影に参加して以来、同プロダクションと共に仕事をするようになった。また、シェーンはMSPのクルーと親しくなり、1998年から2008年までMSPのほぼすべての作品に出演した。
2009年3月26日、マコンキーはイタリアのドロミテ山中でMSPと撮影中に、スキーベース・ジャンプに挑戦していたシェーンは、スキーの片方が外れず致命的な失敗に至り、最終的に死亡した。2013年、MSPとレッドブル・メディアハウスは、シェーンの人生と早すぎる死を描いたドキュメンタリー映画「McConkey」を公開した。シェーンの故郷であるカリフォルニア州スコウバレーで開催されたワールドプレミアには、4,500人の観客が集まった。

## シネフレックス・エリート
2013年、MSPはジェネラル・ダイナミクス社製のジャイロスタビライズ・カメラシステム「シネフレックス・エリート」を購入した。主にヘリコプターからの空撮に使用されているが、MSPはピックアップトラック（CineTruck）やサイドバイサイドATV（CineRanger）にシネフレックス・システムを取り付けるための独自のマウントを開発した。このカメラシステムはその後、映画「KickAss 2」、2014年のオフロードレース「Baja 500」、MSPの2014年のスキー映画「デイズ・オブ・マイ・ユース」に加え、アンハイザー・ブッシュ社やアメリカンエクスプレス社のCMプロジェクトでの空撮に利用された。